# WWOZ
WWOZ (FM90.7MHz)は、米国ルイジアナ州ニューオーリンズにある非営利運営のコミュニティーFM局。ニューオーリンズとルイジアナの文化に根ざした音楽に特化した局である。

## 番組
WWOZでの選曲は、コンテンポラリーなジャズとリズム・アンド・ブルースが中心であり、その他ディキシーランド・ジャズ、ブルース、ケイジャン、ザディコ、トラディショナルなアメリカ音楽、カントリー・ミュージック、ブルーグラス、ケルト音楽、ワールドミュージックなどもかけている。
同局は地元の音楽を支援していることで知られているため、地元のミュージシャン達がしばしばゲストで登場し、特に会員募集期間などには生で演奏することも少なくない。ロブ・キャンバー、サマイラ・エヴァンズ、アラン・フォンテノー、ボブ・フレンチ、ヘイゼル&ザ・デルタ・ランブラーズ、アーニー・ケイドー、ボビー・ミッチェル、デイヴィス・ローガン、トム・サンダーズ、ジョン・シンクレア、ドン・ヴァッピー、Dr.マイケル・ホワイトなどのミュージシャンやシンガーたちが、過去に同局で番組を持っていたことがある。
WWOZは、恒例のニューオーリンズ・ジャズ&ヘリテッジ・フェスティバルを含むコンサートの中継番組でも知られている。

## 歴史
WWOZの創設者であるテキサス州出身のウォルターとジェリーのブロック兄弟は、ニューオーリンズにコミュニティ放送の必要性を感じ、1970年代半ばに局の設立の準備を始めた。同局の放送認可を取得するための非営利団体として、ノラ・ブラッチ教育財団が設立された。局の記号のWWOZは、オズの魔法使い (The Wonderful Wizard of Oz)の頭文字を念頭に選ばれた。特にその中に出てくる「カーテンの後ろの人には注目しなくてよい」というくだりは、DJでなく番組の中身に注目してほしいという同局の思いと重なっている。
同局は、1980年12月4日、ルイジアナ州ブリッジシティに建てられた小規模な送信機を通じて放送を開始した。その数ヶ月後に局は、アップタウンのナポレオン・アベニューとチャピトゥーラス・ストリートの角のライブハウス、ティピティーナスの2階にあった古ぼけた部屋にその拠点を移した。
1980年代初頭のWWOZの状況は非常に厳しいものであった。スタジオ兼オフィスとなったティピティーナスの部屋には空調はなく、ティピティーナスから退去する寸前の時点では、局で使用していたトイレのための水道水を近隣住居の庭から窓越しにホースを這わせて取り込んでいた。局で番組を持っていたDJ達は皆、局を存続させるために、郵便物の宛名書きから床の掃除にいたるまで、番組以外の仕事をボランティアでこなしていた。下の階にあったティピティーナスで演奏するミュージシャンが許可すれば、ライブの様子を床の穴から降ろしたマイクを使って放送した。ライブ演奏の許可を得られなかったときは、局はライブの時間は事前に録音した番組を放送した。それはライブ演奏の音が大きいため生放送が難しく、また音の振動でレコード・プレイヤーが使えなかったためであった。
1984年10月、WWOZはそのスタジオをトレメ地域のルイ・アームストロング・パークへ移した。局が財政危機に陥ったため、同局の放送認可はニューオーリンズ・ジャズ&ヘリテッジ・フェスティバルを企画しているニューオーリンズ・ジャズ&ヘリテッジ・フェスティバル・ファウンデーションに移管され、彼らは局の運営にも携わっていった。同局は、のちになってセントフィリップ・ストリートを隔ててスタジオの向かいに位置する小さな家に事務所を新たに設置した。
1996年、ニューオーリンズのオルタナティブ・ロック・バンド、ベター・ザン・エズラが"WWOZ"という曲を書き、同局のことを歌っている。

### ハリケーン・カトリーナの影響
ハリケーン・カトリーナの接近を受けスタッフが市内から避難するため、2005年8月27日の真夜中にWWOZは放送を一時的に打ち切ることを決定した。実際には、予定より早く午後10時過ぎに放送は終了した。嵐によってWWOZのスタジオは軽微な被害を受けたが、公園の敷地の電力システムが全てダウンしてしまった状況においてはそれを修理する優先順位は比較的低かった。また、WWOZのスタッフは他のニューオーリンズ市民同様、避難のためいくつかの州へ散らばってしまった状況だった。幸いなことにダウンタウン、カナル・ストリートのタイドウォーター・ビルに設置された局の送信機は被害を逃れ使用できる状態であった。一週間も経たずして、WWOZはニュージャージー州のWFMUのインターネット・サーバを利用してウェブキャストによる放送を再開した。全米のWWOZリスナーはWWOZの過去の放送を録音したテープを寄付するなどし、その一部は実際にWWOZによって放送された。2005年10月18日、WWOZはバトンルージュのルイジアナ公共放送のスタジオを使用し、時間を限った電波放送を再開した。同年12月に同局はスタジオをフレンチ・マーケットのオフィスビルに設置することにより、ニューオーリンズに戻り、12月15日に本格的に放送を再開することとなった。
WWOZの番組の音源の多くは、番組制作者の個人的なレコード・コレクションに依存していたが、災害によってその多くは失われてしまった。同局の放送が再開されたあと暫くは、番組制作者の一人は、浸水したゴミの山から救い出したCDのみをかける番組をシリーズで放送した。
当初、フレンチ・マーケットのスタジオは臨時の場所として1年程度で出ることになっていたが、その後17年に渡りここで放送を続けた。2023年、局は同じフレンチ。クオーター内のジャックス・ブルワリーのビル内に移転した。